# Романов, Яков Александрович
Яков Александрович Романов (1925—1944) — участник Великой Отечественной войны, стрелок 70-го гвардейского стрелкового полка 24-й гвардейской Евпаторийской стрелковой дивизии 2-й гвардейской армии 4-го Украинского фронта, гвардии красноармеец. Герой Советского Союза.

## Биография
Родился 23 октября 1925 года в селе Семибалки ныне Азовского района Ростовской области в крестьянской семье. Русский.
В семье, кроме Якова, были старший сын Семён (летом 1942 года первым ушел на фронт и погиб под Керчью) и младшая дочь Ольга. Отец — Александр Георгиевич, мать — Надежда Ивановна.
Образование неполное среднее.
В Красной Армии с 1943 года, с октября 1943 года — на фронте Великой Отечественной войны.
Стрелок гвардейского стрелкового полка комсомолец гвардии красноармеец Яков Романов в составе первой группы бойцов 9 мая 1944 года на лодке переправился через Северную бухту и высадился в центре города Севастополя.
В тяжёлом уличном бою, отражая вражеские контратаки, отважный воин-гвардеец уничтожил десятки гитлеровцев. В этом же бою он погиб.
Похоронен в братской могиле в Северной бухте в Севастополе.

## Награды
- Указом Президиума Верховного Совета СССР от 24 марта 1945 года за образцовое выполнение боевых заданий командования на фронте борьбы с немецко-фашистским захватчиками и проявленные при этом мужество и героизм гвардии красноармейцу Романову Якову Александровичу посмертно присвоено звание Героя Советского Союза.
- Награждён орденом Ленина.

Из наградного листа Я. А. Романова:

Тов. Романов добровольно изъявил желание на лодке переправиться через Северную бухту в город Севастополь и занять плацдарм, чтобы дать возможность без потерь в личном составе форсировать полку Северную бухту.
Ровно в 6.00 час. 9.05.44 года тов. Романов с пятью товарищами-добровольцами в лодке под шквальным огнём противника поплыл через Северную бухту в город Севастополь. Сделав высадку в центре города (на южном берегу бухты) группа смельчаков с боями, отбивая сильные контратаки противника, продвигается вперёд. Вскоре немцы взяли смельчаков в плотное кольцо. Группа начала вести рукопашные и гранатные бои на улицах города.
В этом бою тов. Романов гранатами уничтожил 29 немецких солдат, одного зарезал ножом, после чего тов. Романов был убит.
За проявленное геройство, за мужество и отвагу в борьбе с немецкими захватчиками достоин присвоения высокого звания Героя Советского Союза.

## Память
Именем Героя названы:
- средняя школа в его родном селе, где установлен бюст[1];
- улица в Нахимовском районе Севастополе, на которой установлена мемориальная доска[2].